# Willem van der Borcht
Pour les articles homonymes, voir Van der Borcht.
Guilhelmi, Guilelmus ou Willem van der Borcht, aussi Guilielmus a Castro, né en 1622 à Bruxelles, aux Pays-Bas méridionaux, mort dans cette ville en 1668, est l'un des meilleurs poètes brabançons de son temps en langue néerlandaise.  On connaît de lui un recueil lyrique, un livre d'emblèmes, un poème moralisateur et une tragédie.   

## Biographie

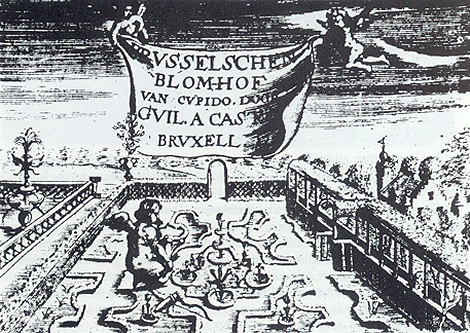
Gravure du frontispice du Brusselschen Blom-hof van Cupido (Le Jardin fleuri bruxellois de Cupidon, de 1641) de Willem van der Borcht.

Son début littéraire fut le recueil Brusselschen Blom-hof van Cupido (Le Jardin fleuri bruxellois de Cupidon) de 1641, comprenant des plaintes amoureuses, des chants pastoraux et des vers édifiants, considérés par la critique moderne, à tort ou à raison, comme des vers de mirliton insignifiants et insipides qui ne justifient nullement les attentes que ses jeunes contemporains auraient pu avoir d'un poète de dix-neuf ans.
C'est en 1643 que fut publié, à Bruxelles, son ouvrage satirique et didactique Spieghel der eyghen-kennisse (Le Miroir de la connaissance de soi-même) avec en annexe le Conterfeytsel des wereldts (L'Image du monde), par lequel il se mit à la tête des poètes de son temps et qui contient sagesses et vérités dans une panoplie de formes poétiques gracieuses, parfois entrecoupées de prose.  L'idée à la base est pleine d'esprit : un paysan rentrant accidentellement en possession d'un miroir où chacun peut voir ses défauts l'emporte avec lui en voyage ; il tient son miroir miraculeux devant les yeux de toutes sortes de gens : un gentilhomme et d'innombrables dames d'honneur orgueilleuses passent la revue pour se faire admonester dans des pièces satiriques, après quoi elles se lamentent vivement de leurs faiblesses et leurs imperfections.  Dans les passages satiriques, où l'auteur déploie une immense force satirique, l'auteur déblatère surtout contre les folies de la mode. Plusieurs particularités, mais encore davantage l'accouplement recherché et sophistiqué de mots, prouvent que le Bruxellois était bel et bien familier avec des œuvres semblables de Constantin Huygens.
Encore avant que le didactisme satirique ne devînt une tendance populaire, Van der Borcht pratiqua la satire humaniste, ingénieuse et érudite, telle que le firent Erycius Puteanus en latin et Huygens père en néerlandais.  
Vers l'an 1650, il devint la figure de proue d'une société d'amateurs de poésie, les Vrije liefhebbers der rijmerconste.  
Son initiative de mise en place d'un théâtre néerlandais à Bruxelles ne put être mené à bien pour cause de « malentendu ».

## Œuvres
Cette liste d'œuvres publiées est basée sur la notice dans le iographisch woordenboek der Noord:
- Brusselschen Blom-hof van Cupido ghedeylt in dry deelen, waer van het eerste Deel zijn Minne-Klaghten. Het tweede vreughdighe Herders-gesanghen: Het derde Boertighe Lietjens. Te samen beduydende de aenkomste der Liefde, de Weder-minne, ende de bekomen gunste, met eyndelinghe voor het tweede boeck de Rancken van Cupido, Bruxelles, 1641 ; un recueil de poèmes lyriques d'amour avec planches gravées sur cuivre de Van der Borcht (ou Juan à Castro), le frère du poète, dédié à Ferdinand van Spoelberch ;
- Sedighe Sinnebeelden op den aerdt der ghepluymde vier-voetighe, waterighe, ghekorven oft bloedeloose dieren, Bruxelles, 1642 ;
- Spieghel der eyghen-kennisse, bestaende in tesaemghebonde mal- ende treurdichten in-gheknoopt het conterfeytsel des wereldts, tot verbeternisse deses Eeuws feylen ende narrigheyds onderrichtinghe, versiert door Willem van der Borcht, Bruxelles, 1643 ; illustré d'un portrait du poète à l'âge de 21 ans ;
- Rosimunda, treurspel, ghespeelt tot eene afscheydt van de Lief-hebbers der Rijmers-konste binnen Brussel op het Stadthuys. Mitsgaders eene antwoorde op de vrage (wat oft beter is peys oft oorloghe?) uytghesonden van weghen den Hooftman van onse L. Vrouwe Kranskamer binnen Brussel in 't jaer 1650 door den selven Autheur, Bruxelles, 1651.

### Discographie
- (nl) 2 disques compacts, dans le livre Brusselse liederen - Ik ben getrouwd met een kwaaie griet, dans lesquels deux chansons sur des paroles de Willem van der Borcht, interprétées par Ensemble Cannamella sous la direction d'Aline Hopchet / De Fanfaar & Emballage Kado, Davidsfonds, Louvain, 2011.